# The Soft Bulletin
The Soft Bulletin är det nionde albumet av The Flaming Lips, släppt 17 maj 1999 i Storbritannien och fem dagar senare i USA. 
Albumet är tämligen lättlyssnat och utgjorde en brytning mot bandets tidigare verk, som varit mer svårtillgängliga, som föregångaren Zaireeka som kom på fyra CD, avsedda att spelas samtidigt i fyra parallella stereoanläggningar i samma rum. The Soft Bulletin fick mycket bra kritik, och dess symfoniska ljudbild, skapad med lager på lager av ljudspår, fick många att dra paralleller till Pet Sounds.

## Låtlista
| Nr  | Titel                          | Längd |
| --- | ------------------------------ | ----- |
| 1.  | Race for the Prize             | 4:09  |
| 2.  | A Spoonful Weighs a Ton        | 3:32  |
| 3.  | The Spark That Bled            | 5:55  |
| 4.  | The Spiderbite Song            | 4:02  |
| 5.  | Buggin                         | 3:16  |
| 6.  | "What Is the Light?            | 4:05  |
| 7.  | The Observer                   | 4:11  |
| 8.  | Waitin' for a Superman         | 4:17  |
| 9.  | Suddenly Everthing Has Changed | 3:54  |
| 10. | The Gash                       | 4:02  |
| 11. | Feeling Yourself Disintegrate  | 5:17  |
| 12. | Sleeping on the Roof           | 3:09  |
| 13. | Race for the Prize             | 4:18  |
| 14. | Waitin' for a Superman         | 4:19  |